# Ella Hellgren
Ella Hellgren, född Torelius den 22 april 1880 i Åsaka, Skaraborgs län, död den 24 februari 1968 i Visby, var en svensk museiintendent.
Ella Hellgren kom till Gotland runt sekelskiftet och efterträdde år 1920 sin make överstelöjtnant Ernst Hellgren som intendent vid Gotlands fornsal. Tjänsten som intendent hade Hellgren åren 1920–1935 men var verksam vid museet fram till 1947.
Hellgren var med och skapade de första Gotlandsdräkterna på 1910-talet. Då det inte fanns någon hel dräkt bevarad fick man återskapa dessa av dräktdelar, minnen och dokumentation i form av teckningar från Pehr Arvid Säve.
Ella Hallgren är begravd på Östra kyrkogården i Visby.